# Pałac w Zaborowie (województwo dolnośląskie)
Pałac w Zaborowie (niem. Schloss Lampersdorf) – zabytkowy pałac we wsi Zaborów (województwo dolnośląskie),  w Polsce, w powiecie lubińskim, w gminie Ścinawa.

## Opis
Nad wejściem od frontu balkon z balustradą, oparty na dwóch kolumnach, powyżej w tympanonie medalion z dwoma herbami, inicjatora przebudowy na początku XIX w. Karla Heinricha von Prittwitza und Gaffron (1766-1826, L) oraz jego żony Charlotty Henrietty von Blankensee (1783-1856, P). Obiekt jest częścią zespołu pałacowego, w skład którego wchodzi jeszcze park o założeniach krajobrazowych z jednym z największych w tym regionie platanów klonolistnych i licznymi okazałymi dębami szypułkowymi, tują zachodnią i białodrzewem, pomnikami przyrody.

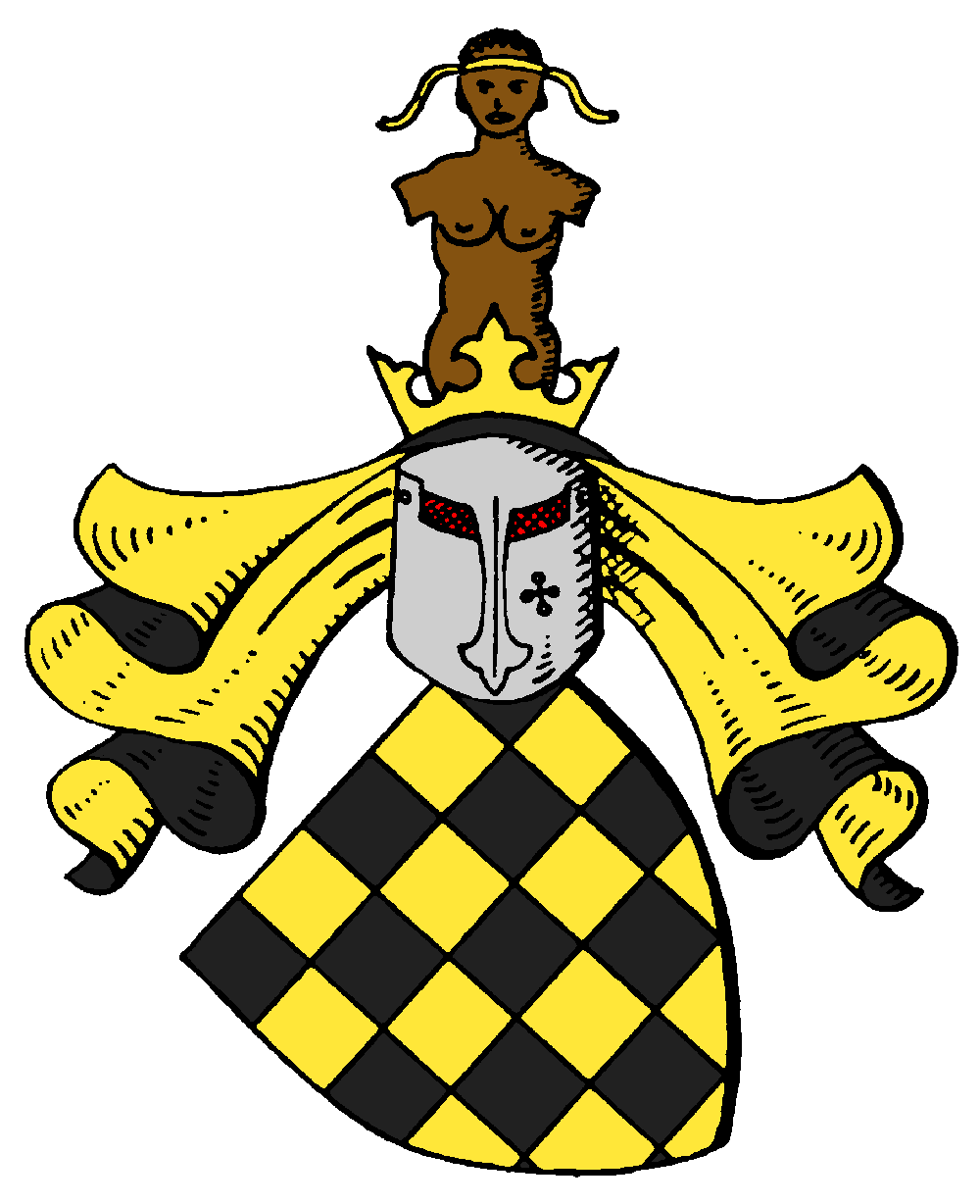
Herb Karl von Prittwitza
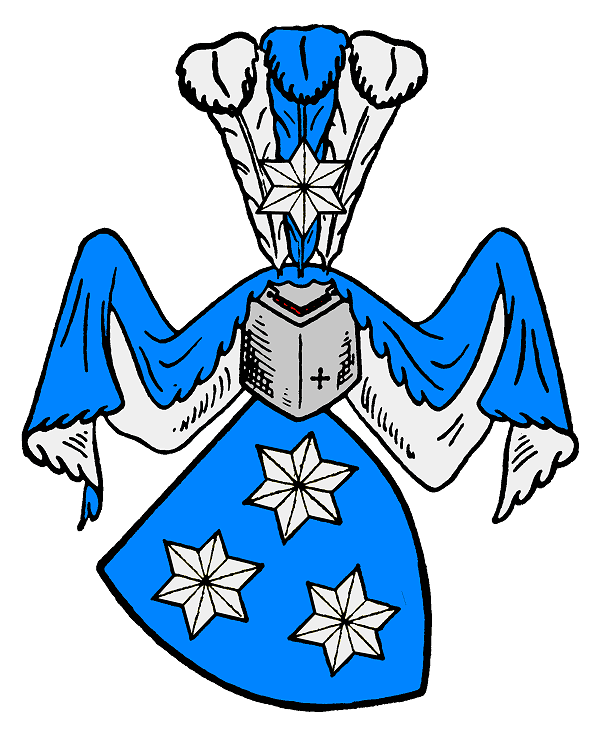
Herb Charlotty von Blanckensee